# Калабари
Калабари — один из нигеро-конголезских языков. На нём говорят 258 тысяч человек на юге Нигерии.
Код этого языка в ISO 693-3 — ijn.

## Фонология
Список согласных калабари: m, k, j, p, w, n, s, t, b, l, g, d, f, r, z, d̠ʒ, v, gb, kp, ɓ, ɗ, ɦ.

Список гласных калабари: i, a, u, o, e, ɛ, ɔ, ɪ, ʊ, ã, ũ, õ, ẽ, ɛ̃, ɔ̃, ɪ̃, ʊ̃.

Список тонов калабари: высокий, низкий, нисходящий.